# Oroscopa sphragis
Oroscopa sphragis là một loài bướm đêm trong họ Erebidae.